# تایرا مک کوان
تایرا مک کوان (انگلیسی: Teaira McCowan؛ زادهٔ ۲۸ سپتامبر ۱۹۹۶) بازیکن بسکتبال اهل ایالات متحده آمریکا است.